# Dominikia villosula
Dominikia villosula är en skalbaggsart som först beskrevs av Pierre Lesne 1905.  Dominikia villosula ingår i släktet Dominikia och familjen kapuschongbaggar. Inga underarter finns listade i Catalogue of Life.